# Hessendenkmal Finthen

Hessendenkmal in Mainz-Finthen

Das Hessendenkmal ist ein Denkmal in Mainz-Finthen. Großherzog Ludwig III. von Hessen-Darmstadt ließ es 1858 zum 65. Jahrestag der Belagerung von Mainz und zur Erinnerung an seinen Vorfahr Ludwig I., vormals Landgraf Ludwig X., an der Stelle errichten, an der sich der Standort des Zeltes des Landgrafen während der Belagerung befunden hatte. Es ist das einzige Denkmal in Mainz, welches an die Belagerung erinnert.

## Beschreibung

Hessendenkmal Mainz-Finthen, Inschrift

Bei dem Denkmal handelt es sich um einen gedrungenen Obelisken aus rotem Sandstein über einem Felssockel aus Bruchsteinen. Auf der Vorderseite befindet sich als Reliefschmuck ein Schild mit Schwert und Eichenlaub. Innerhalb des Schildes findet sich die ursprünglich alleinige Inschrift, die Bezug auf die Belagerung von Mainz 1793 nimmt:
ZUR ERINNERUNG AN DEN LAGERPLATZ / DES LANDGRAFEN LUDWIG X. NACH- / HERIGEN GROSSHERZOG LUDWIG I. / VON HESSEN U. BEI RHEIN IN DEN MONATEN MAI, JUNI UND JULI DES / KRIEGSJAHRES 1793 / GESTIFTET VON SEINER KÖNIGLICHEN HOHEIT / DEM GROSSHERZOG LUDWIG III. VON HESSEN U. BEI RHEIN / 1858

Hessendenkmal Gedenkplatte

1993 wurde anlässlich des 200. Jahrestages der Belagerung und dem damit verbundenen Ende der Mainzer Republik eine zusätzliche Gedenktafel an dem Bruchsteinsockel angebracht. Die Inschrift lautet:
DIE BELAGERUNG VON MAINZ DURCH VERBÜNDETE DEUTSCHE TRUPPEN FÜHRTE AM 22. JULI 1793 ZUM ABZUG DER FRANZÖSISCHEN BESATZUNGSARMEE. DIES BEDEUTET DAS ENDE DER „MAINZER REPUBLIK“, DIE MIT DER GRÜNDUNG EINES JAKOBINERCLUBS IN MAINZ AM 23. OKTOBER 1792 UNTER DER SCHIRMHERRSCHAFT DER FRANZOSEN IHREN ANFANG NAHM UND ALS ERSTER VERSUCH GILT, AUF DEUTSCHEM BODEN EIN DEMOKRATISCHES GEMEINWESEN ZU ERRICHTEN.
Das Denkmal von stadtgeschichtlicher Relevanz wird durch einen Original schmiedeeisernen Zaun umfriedet, der 2007 restauriert wurde. Insgesamt ist das Denkmal gut erhalten, obgleich der Zahn der Zeit daran nagt.

## Geschichte
Während des Ersten Koalitionskrieges (1792–1797) eroberten und besetzten französische Truppen 1792 die Stadt und Festung Mainz. Ab April 1793 wurde Mainz daraufhin von alliierten deutsche Truppen eingekesselt. Mainz wurde in Folge zerbombt und von den Franzosen „befreit“. Ein Kontingent der Belagerungstruppen wurde durch den Landgrafen Ludwig X. von Hessen-Darmstadt gestellt. Der Lagerplatz der Hessen-Darmstädter befand sich nordwestlich des damaligen Finthen auf dem Feilkirschberg (heute Römerquelle), der noch zum größten Teil bewaldet war, aber dennoch einen guten Ausblick auf die Stadt bot.
Das Zelt Ludwig X. muss von beeindruckender Pracht gewesen sein. Goethe schreibt in seiner Belagerung von Mainz: „Donnerstag, den 29. Mai, früh 9 Uhr... Ich begleitete meinen gnädigsten Herrn nach dem linken Flügel, wartete dem Herrn Landgrafen von Darmstadt auf, dessen Lager besonders zierlich mit kiefernen Lauben ausgeputzt war, dessen Zelt jedoch alles, was ich je in dieser Art gesehen, übertraf, wohl ausgedacht, vortrefflich gearbeitet, bequem und prächtig.“ Nach Beendigung der Blockade geriet diese im Laufe der Geschichte in Vergessenheit, bis sich Großherzog Ludwig der III. in den 50er Jahren des 19. Jahrhunderts offensichtlich auf das Ereignis besann. Wie der Mainzer Anzeiger am 16. Oktober 1858 anlässlich der Einweihungsfeier berichtete, wollte der Großherzog nicht, „daß eine so merkwürdige Episode aus dem ruhmreichen Leben seines Ahnherren der Vergessenheit anheimfalle“.
Bereits im Jahr 1854 ließ er den genauen Standort des Zeltes feststellen. Wann er den Auftrag zur Ausführung der Steinmetzarbeiten gab, ist unbekannt. Diesen erhielt der Hofbildhauer Johann Baptist Scholl, genannt der Jüngere, der den Obelisk bis spätestens Oktober 1858 fertigstellte. Scholl schuf 1859 auch das Schillerdenkmal in Mainz. Am 10. Oktober 1858 fand in Abwesenheit des Großherzoglichen Paares die feierliche Einweihung des „Denksteins“ unter der Anteilnahme der Finther Bevölkerung statt. Ludwig III. wurde durch seinen Ministerpräsidenten Reinhard Carl Friedrich Freiherr von Dalwigk zu Lichtenfels vertreten.
Während das Denkmal 1858 noch weit außerhalb des Bebauungsgebietes inmitten eines Kiefernwaldes lag, steht es trotz seiner geschichtlichen Bedeutung heute kaum noch bekannt und beachtet auf einem Hügel in der Kurve des Sertoriusrings und wird von der Bebauung der Wohnanlage Römerquelle umgeben.